# ۱۳۱۸ (قمری)
۱۳۱۸ (قمری)، هزار و سیصد و هجدهمین سال در گاهشماری هجری قمری است. اول محرم این سال برابر با اول مه سال ۱۹۰۰ میلادی است.

## درگذشتگان
- زین‌العابدین شهشهانی، فقیه متبحر در علوم قرآنی و از اساتید فن قرائت و تجوید

## وابسته
- حسین پژمان بختیاری